# 蔡用強
蔡用強，浙江新昌人，明朝初期政治人物、進士出身。
洪武十八年，登進士，授監察御史。